# جون فلوود
جون فلوود (بالإنجليزية: John Flood)‏ هو لاعب كرة قدم ومدرب كرة قدم بريطاني، ولد في 25 ديسمبر 1960 في غلاسكو في المملكة المتحدة. لعب مع شيفيلد يونايتد ونادي بارتيك ثيسل.